# 최익형
최익형(崔翼馨, 1973년 8월 5일 ~ )은 대한민국의 전 축구 선수 및 현 지도자이다. 1991년 FIFA 세계 청소년 축구 선수권 대회의 남북 단일팀 주전 골키퍼였으며, 현재 FC 안양의 GK 코치로 재직 중이다.

## 학력
- 동북고등학교
- 고려대학교

## 축구인 경력

### 선수 경력
1990년 동북고등학교 재학 당시 축구 유망주로 이름을 떨쳤으며, 그 해 청소년 국가대표로 선발되기도 하였다.
1995년 고려대학교를 졸업하며 드래프트에 참여하였다가 철회하고, 국민은행에 입단하였다. 국민은행이 해체되며 1998 K리그 드래프트에 참가하여, 부천 SK에 입단하였으나 출전하지는 못하였다. 전남 드래곤즈에 소속되어 있었다는 기록이 있다.

이후, 코치 활동을 하며 선수들의 부상으로 인해 몇 차례 후보로 등재된 적이 있다.

### 청소년 국가 대표 경력
1990년 축구 국가대표로 발탁되었으며, 1990년 AFC 청소년 축구 선수권 대회를 우승하는데 일조하였다. 1991년에는 FIFA 세계 청소년 축구 선수권 대회의 남북 단일팀 주전 골키퍼로 출전하여, 8강에 진출하였다. 1992년과 1993년에도 청소년 국가 대표로 발탁되어, 1993년 FIFA 세계 청소년 축구 선수권 대회에 참가하였다. 1994년 올림픽 대표 후보목록에 이름을 올렸으나 참가하지는 못하였다.

### 지도자 경력
2001년 초당대학교 축구부에서 지도자로서 시작하였다. 초당대학교 축구부에서 2002년과 2003년 코치로 활동하며, 덴소컵 한일 대학축구 정기전에 참가하기도 하였다.
2004년부터 2006년까지 대한민국 남·여 축구 유소년 국가대표팀의 전임 GK 코치로서 활동하였다. 2005년에는 대한민국 여자 축구 국가대표팀의 GK 코치를 역임한 바 있다. 이 기간 동안 2004년 FIFA U-19 세계 여자 축구 선수권 대회, 2004년 AFC U-19 여자 챔피언십, 2004년 AFC 청소년 축구 선수권 대회, 2006년 AFC U-19 여자 챔피언십, 2005년 FIFA 세계 청소년 축구 선수권 대회, 2006년 AFC 청소년 축구 선수권 대회 등에 참여하였다.
2007년부터 2012년까지 고양 KB국민은행 축구단의 골키퍼 코치로 활동하였다. 2013년 FC 안양의 골키퍼 코치로 활동을 시작하였다.

## 기타
- 2004년부터 현재까지 키퍼 2004라는 단체의 GK 클리닉에 참가하고 있으며, 후진양성에 노력을 하고 있다.[19][20]
- 국민은행 축구단의 해체를 두 번 겪었다. (1997년, 2012년)

## 수상

### 선수

#### 국민은행 축구단
- 대통령배 전국축구대회 우승 1회 (1995년)

#### 청소년 국가 대표팀
- AFC U-20 여자 아시안컵 우승 1회 (1990년)

### 코치

#### 고양 KB국민은행 축구단
- 내셔널리그 준우승 2회 (2011년, 2012년)
- 내셔널축구선수권대회 준우승 1회 (2007년)
- 내셔널축구선수권대회 우승 1회 (2009년)

#### 청소년 국가 대표팀
- AFC U-20 여자 아시안컵 우승 1회 (2004년)